# Neolasioptera rostrata
Neolasioptera rostrata is een muggensoort uit de familie van de galmuggen (Cecidomyiidae). De wetenschappelijke naam van de soort is voor het eerst geldig gepubliceerd in 1989 door Gagne.